# Bezirk Mährisch Ostrau

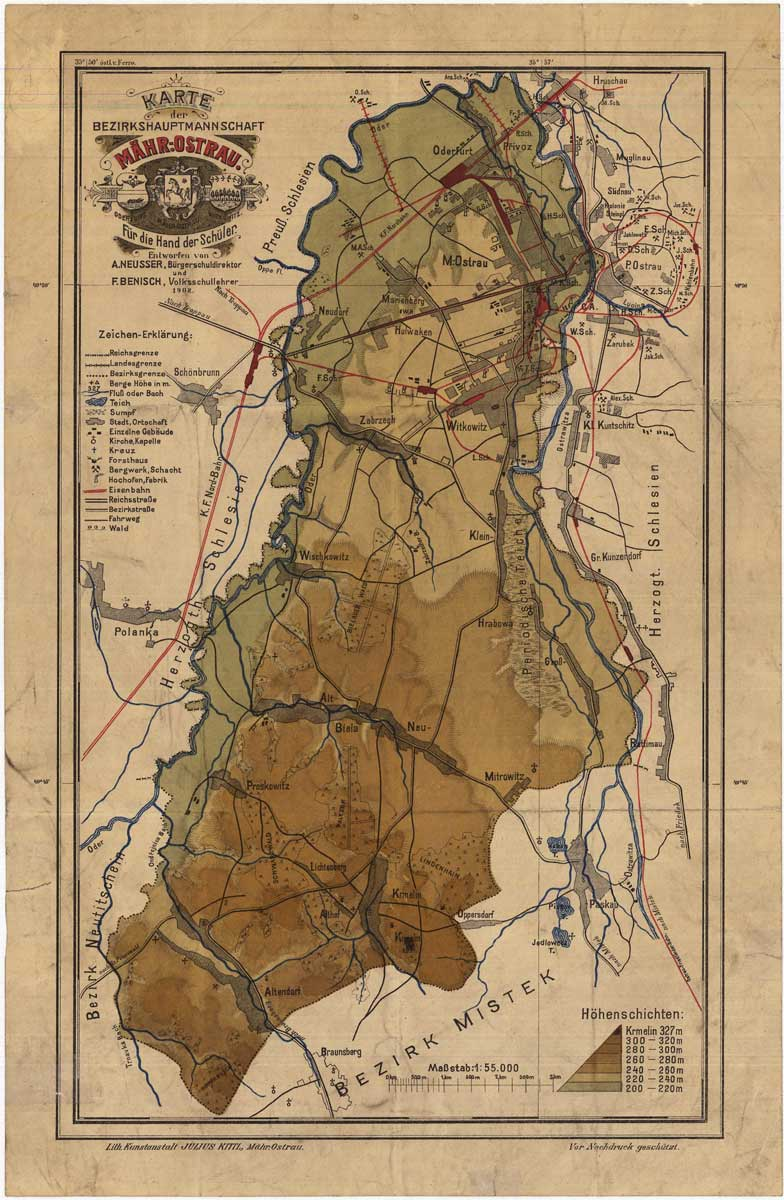
Karte des Bezirkes aus dem Jahr 1902

Der Bezirk Mährisch Ostrau (tschechisch Politický okres Moravská Ostrava) war ein Politischer Bezirk im Nordosten von Mähren. Sein Gebiet umfasste den mährischen Keil im Kronland Mähren in der Gabelung der Flüsse Oder im Westen und Ostravice im Osten, der vor 1918 das Kronland Österreichisch-Schlesien in Cisleithanien auf zwei Teile trennte. Der Bezirk bestand weiter in der Tschechoslowakei und wurde im Protektorat Böhmen und Mähren 1941 durch Eingemeindungen nach Mährisch-Ostrau in die Stadt Ostrau umgewandelt. Er umfasste 99,37 km², darunter 37,5 % des Gebiets der heutigen Stadt Ostrava, sowie die Gemeinde Krmelín und die Katastralgemeinde Stará Ves nad Ondřejnicí (Moravskoslezský kraj).

## Geschichte

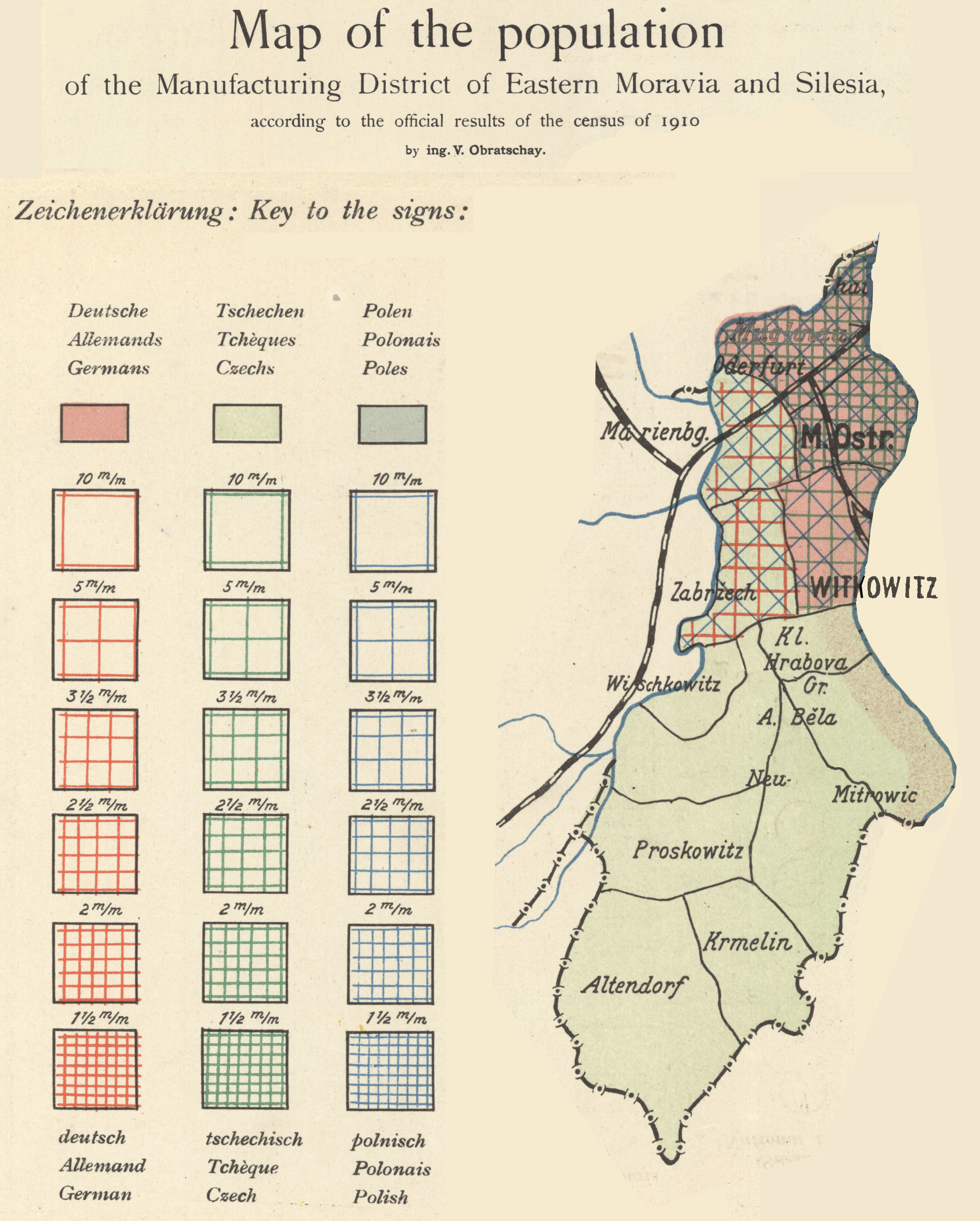
Bevölkerung nach der Umgangssprache im Jahr 1910

In der zweiten Hälfte des 19. Jahrhunderts kam es zu einem starken Aufschwung des Steinkohleabbaus (etwa 1/4 des Ostrau-Karwiner Kohlengebiets) und Industrialisierung sowie Germanisierung der Gemeinden um die Stadt Mährisch-Ostrau. Nach dem Gründerkrach aus den 1870er Jahren kam dazu in die Gegend eine große Welle von Einwanderern aus Westgalizien. Der unabhängige politische Bezirk, der durch Ausgliederung des Gerichtsbezirks Mährisch Ostrau aus dem Bezirk Mistek im Jahr 1900 entstand, hatte die größte Anzahl (über 10 %) von nicht tschechisch- oder deutschsprachigen Einwohnern im ganzen Kronland, gleichwohl entflammte im frühen 20. Jahrhundert ein nationaler Konflikt zwischen Polen und Tschechen im Industriegebiet und die polnische Bevölkerung wurde schnell tschechisiert bzw. germanisiert.
Zum 1. Januar 1924 wurden insgesamt sieben Gemeinden des Bezirkes: die Städte Mariánské Hory (Marienberg), Přívoz (Oderfurt) und Vítkovice (Witkowitz) mit weiteren drei Gemeinden (Hrabůvka (Klein Grabau), Nová Ves (Neudorf) und Zábřeh nad Odrou (Heinrichsdorf)) nach Moravská Ostrava eingemeindet. Die neue Stadt hatte eine Fläche von 4029 Hektar und 113.709 Einwohner.
Zwischen 1939 und 1945 gehörten Mährisch Ostrau und Schlesisch Ostrau als Teil des Protektorats Böhmen und Mähren zum Großdeutschen Reich. 1941 wurden Mährisch Ostrau und Schlesisch Ostrau offiziell vereinigt und die weiteren Gemeinden des Bezirkes Hrabowa, Neubiela, Altbiela und Wischkowitz wurden eingemeindet. Der Bezirk wurde zum Gerichtsbezirk Mährisch-Ostrau West (Moravská Ostrava – západ) reduziert. Proskovice, Stará Ves nad Ondřejnicí und Krmelín kamen zum Bezirk Mistek. 1948 wurde der Gerichtsbezirk im neuen Regime endgültig aufgelöst.

## Bevölkerung
| Insgesamt | Insgesamt   | Insgesamt       | Insgesamt         | Umgangssprache / Nationalität | Umgangssprache / Nationalität | Umgangssprache / Nationalität | Umgangssprache / Nationalität | Umgangssprache / Nationalität | Umgangssprache / Nationalität | Religion           | Religion    | Religion           | Religion     | Religion | Religion      |
| Jahr      | Fläche [ha] | Zahl der Häuser | Zahl der Bewohner | tschechisch                   | deutsch                       | polnisch                      | jüdisch                       | andere                        | Ausländer                     | römisch-katholisch | evangelisch | tschechoslowakisch | israelitisch | andere   | ohne Religion |
| --------- | ----------- | --------------- | ----------------- | ----------------------------- | ----------------------------- | ----------------------------- | ----------------------------- | ----------------------------- | ----------------------------- | ------------------ | ----------- | ------------------ | ------------ | -------- | ------------- |
| 1869      | 11 164      | ?               | 20 916            | –                             | –                             | –                             | –                             | –                             | –                             | 20 198             | 307         | –                  | 410          | 1        | 0             |
| 1890      | 9 809       | 2 714           | 48 544            | 29 990                        | 12 512                        | [in der Rubrik andere]        | –                             | 3 579                         | ?                             | 45 001             | 1 289       | –                  | 2 232        | 22       | 0             |
| 1900      | 9 938       | 4 128           | 87 126            | 46 532                        | 24 029                        | [in der Rubrik andere]        | –                             | 13 757                        | ?                             | 79 886             | 2 222       | –                  | 4 985        | 33       | 0             |
| 1910      | 9 938       | 5 051           | 111 186           | 52 254                        | 43 246                        | 12 849                        | –                             | 57                            | 2 780                         | 101 625            | 3 229       | –                  | 6 115        | 217      | 0             |
| 1921      | 9 938       | 5 622           | 123 227           | 83 423                        | 22 227                        | 1 440                         | 2 601                         | 114                           | 13 422                        | 96 789             | 5 274       | 3 714              | 6 872        | 529      | 10 049        |
| 1930      | 9 937       | 7 429           | 136 949           | 103 525                       | 21 914                        | 471                           | 2 267                         | 2 845                         | 8 665                         | 90 852             | 6 296       | 17 193             | 6 872        | 578      | 15 158        |

## Gemeinden
Im Jahr 1900:
- Altbiela, Bělá Stará
- Altendorf, Stará Ves
- Ellgoth, Lhotka (ab 1901 Mariánské Hory/Marienberg)
- Großhrabowa, Hrabová Velká
- Kleinhrabowa, Hrabová Malá, auch Hrabůvka
- Krmelin, Krmelín
  - Althof, Starý Dvůr
  - Lichtenberg, Světlov
- Mährisch Ostrau, Ostrava Moravská
- Neubiela, Bělá Nová
  - Mitrowitz, Mitrovice
- Neudorf, Nová Ves
- Přívoz (ab 1903 deutsch Oderfurt)
- Proskowitz, Proskovice
- Wischkowitz, Viškovice
- Witkowitz, Vitkovice
- Zabřech, Zabřch